# 다카치호 협곡

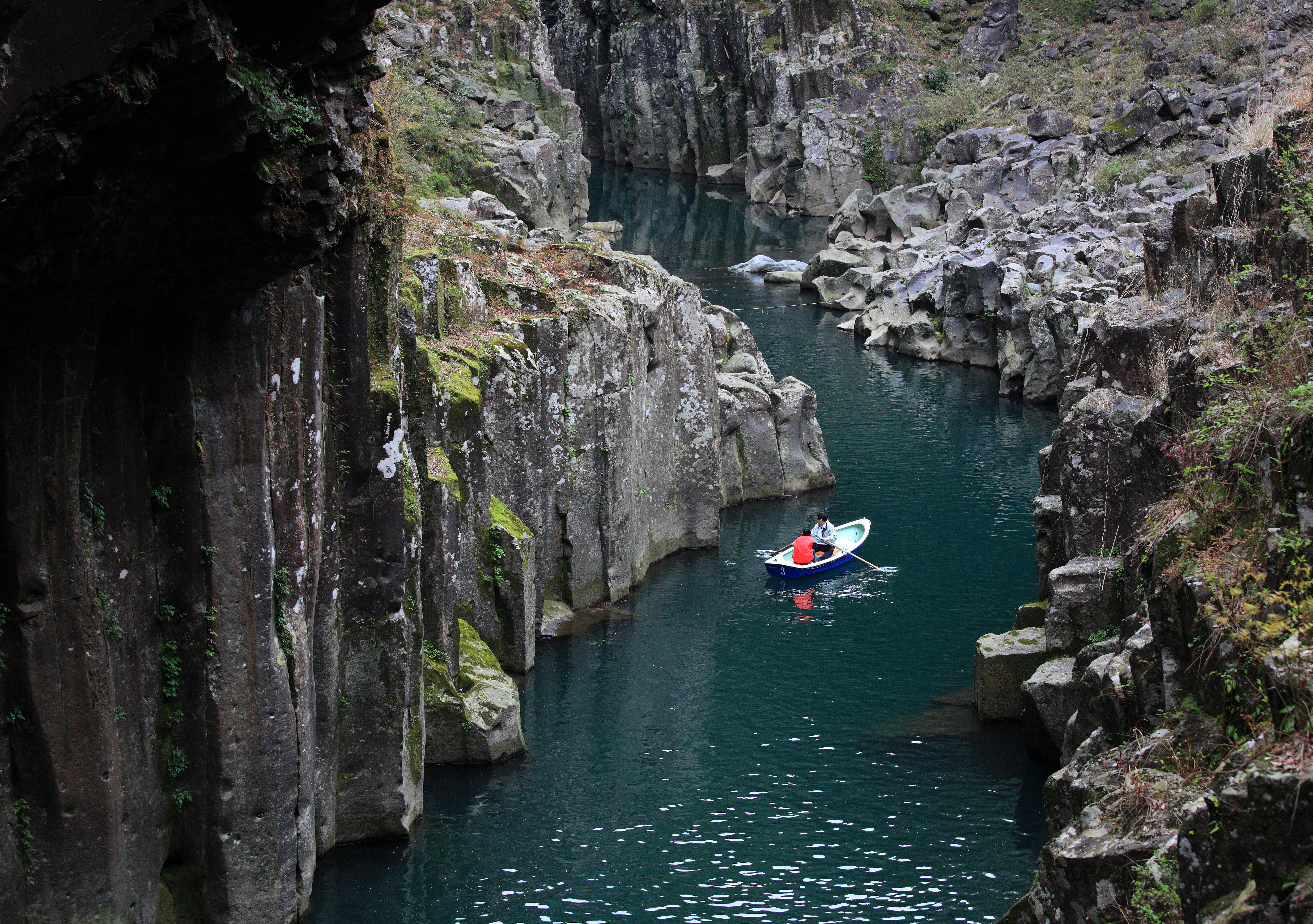

다카치호 협곡(일본어: 高千穂峡)은 미야자키현 니시우스키군 다카치호정에 소재한 협곡으로, 고카세강의 한 구간이다. 아소산 동남쪽 25 킬로미터에 위치해 있으며, 주상절리가 발달해 있다. 1934년(쇼와 9년)에 국가지정명승, 천년기념물로 지정되었다. 1965년 3월 25일에는 소보 카타무키 국정공원의 일부로도 지정되었다.
아소산의 화쇄류에 의한 퇴적용암이 급격하게 냉각되고, 그것이 고카세강의 침식작용을 받아 형성된 V자곡이다. 지치부 대의 점판암・사암층을 기반으로 하여, 약 12만년 전 아소산에서 분출한 화쇄류 퇴적물이 하부를 구성한다. 또한 협곡 산책로 상부에는 9만년 전 아소산에서 분출한 화쇄류 퇴적층이 보이고, 이 두 화쇄류층이 서로 용접되어 있다.
단애 높이는 평균 80 미터, 최고 100 미터에 이르며, 이것이 동서 7 킬로미터에 걸쳐 이어져 있다.

## 명소: 마나이 폭포

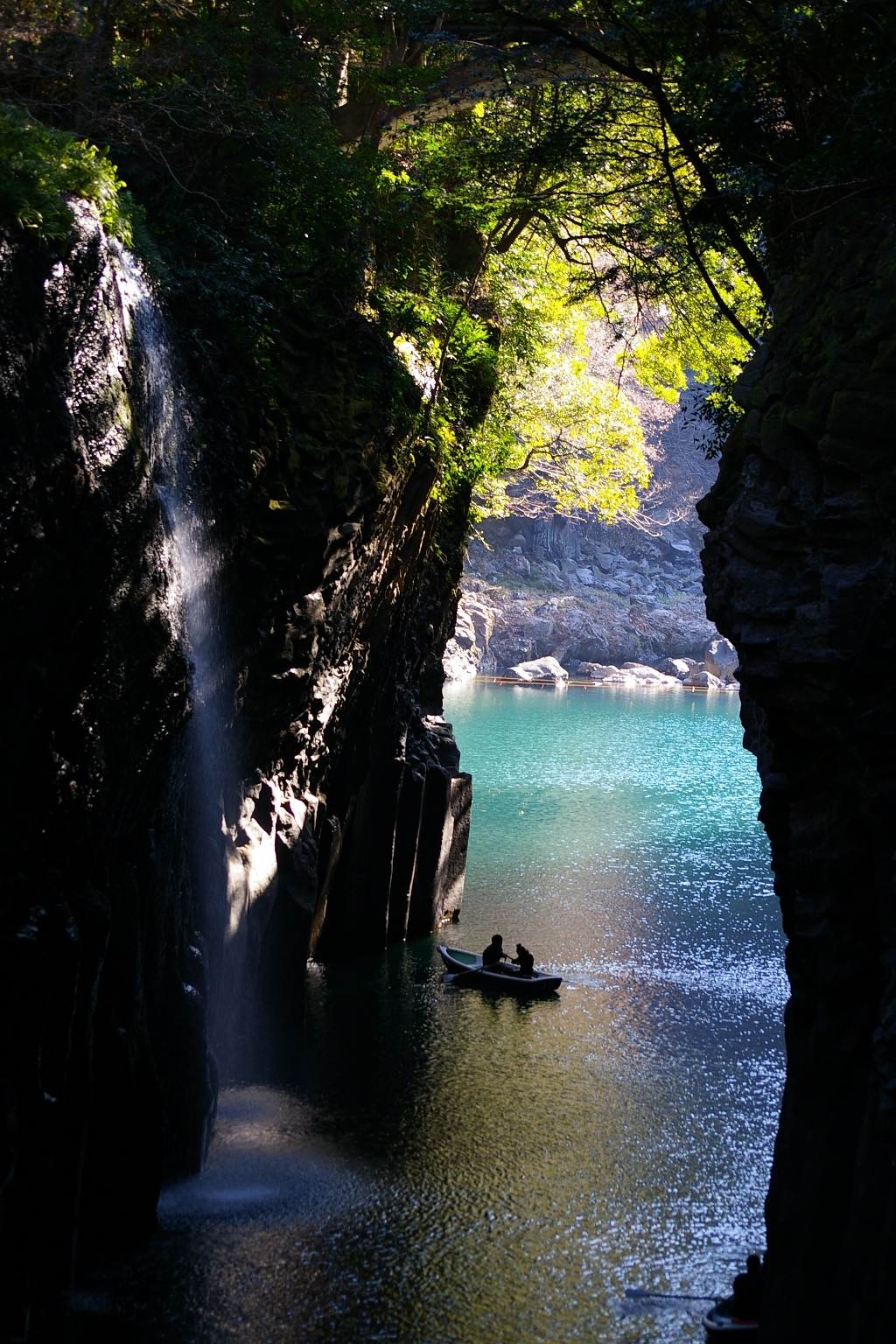
마나이 폭포

마나이 폭포(일본어: 真名井の滝 마나이노 타키[*])는 다카치호 협곡 거의 중앙에 위치한 높이 17 미터의 폭포다. 일본 폭포 100선 가운데 하나다.
신화에 따르면, 천손강림 때 이 땅에 물이 없어서 아메노오시쿠모노 미코토(天村雲命)라는 신이 수종(水種)을 옮겨왔다. 이것이 샘물을 이루고 폭포가 되어 흘러내린 것이 마나이 폭포라고 한다.
7월 중순부터 9월 중순까지는 오후 10시까지 폭포 주변에 조명을 켠다.

## 관광
마나이 폭포 부근은 협곡을 따라 산책로가 정비되어 있으며, 마나이 폭포, ‘선인 병풍바위(仙人の屏風岩)’, ‘야리토비교(槍飛橋)’ 등을 관광하며 다카치호 신사까지 걸어갈 수 있다. 야리토비교에서 신사까지는 험로는 아니지만 계단식 산길이 이어지므로, 걷기 편한 신발과 복장이 좋다.
다카치호 산책로는 전장 1 칼로미터이며, 2022년 태풍 14호로 일부 구간이 통행금지가 되었다가 2024년 3월 1일 다시 전면개방되었다.
협곡은 보트를 대여해서 유람할 수 있으며, 마나이 폭포의 용소 지척까지 보트로 접근할 수 있다.
근처에 차야 ‘치호의 집(일본어: 千穂の家 치호노 이에[*])’이 있어서 여름에는 나가시소멘을 먹을 수 있다.

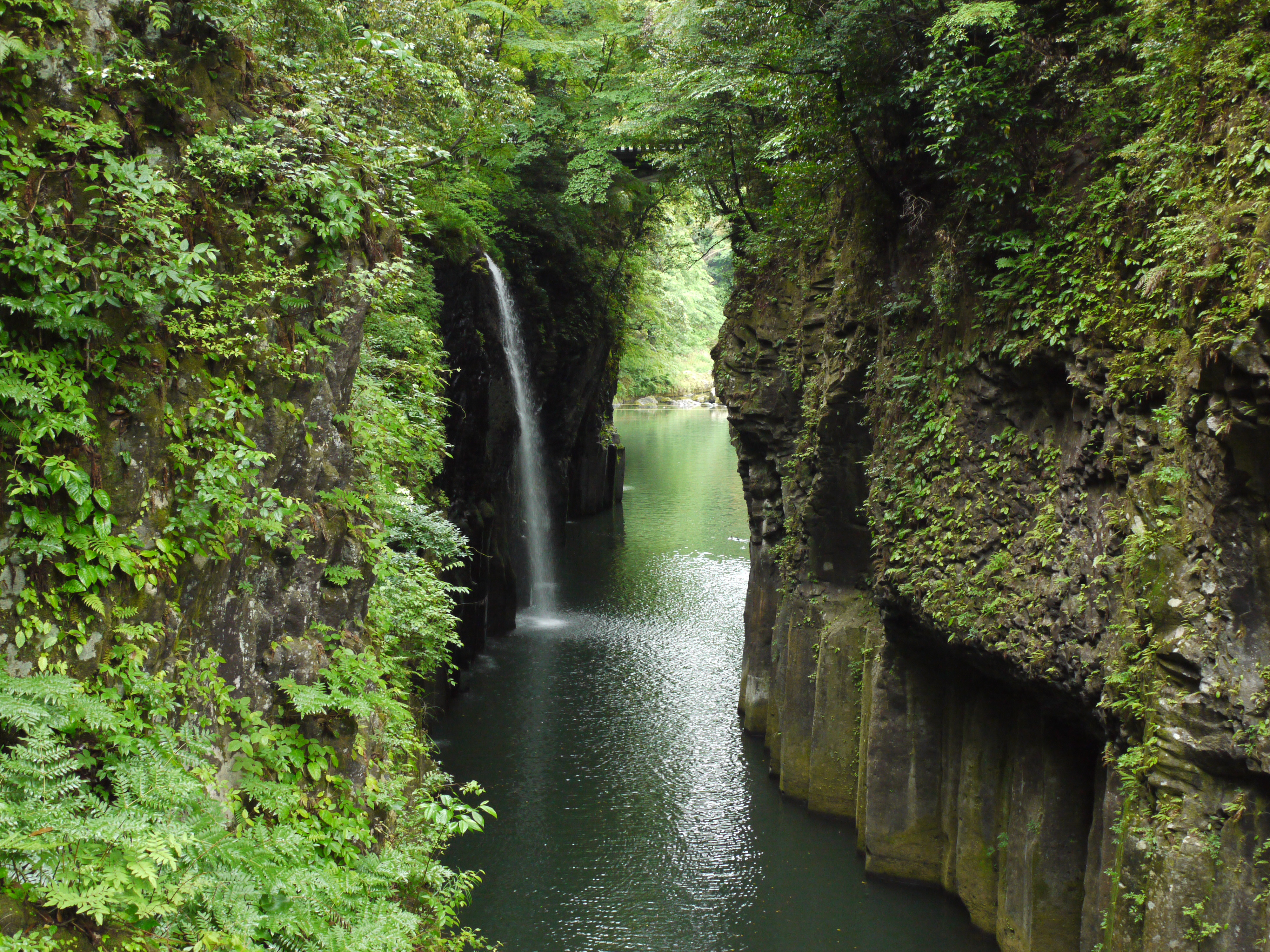
다카치호 협곡과 마나이 폭포 (2011년 5월)
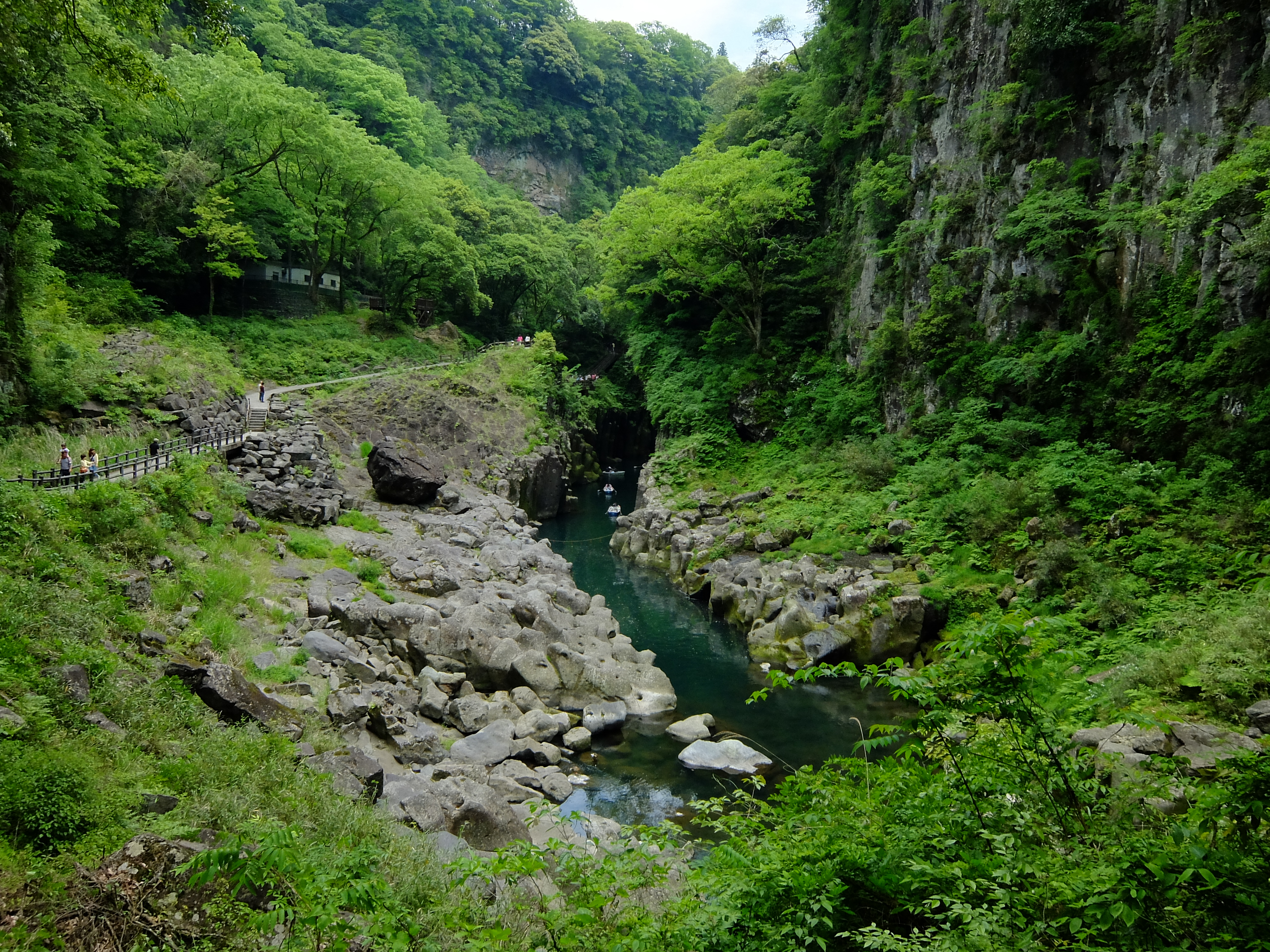
산책로 (2015년 5월)
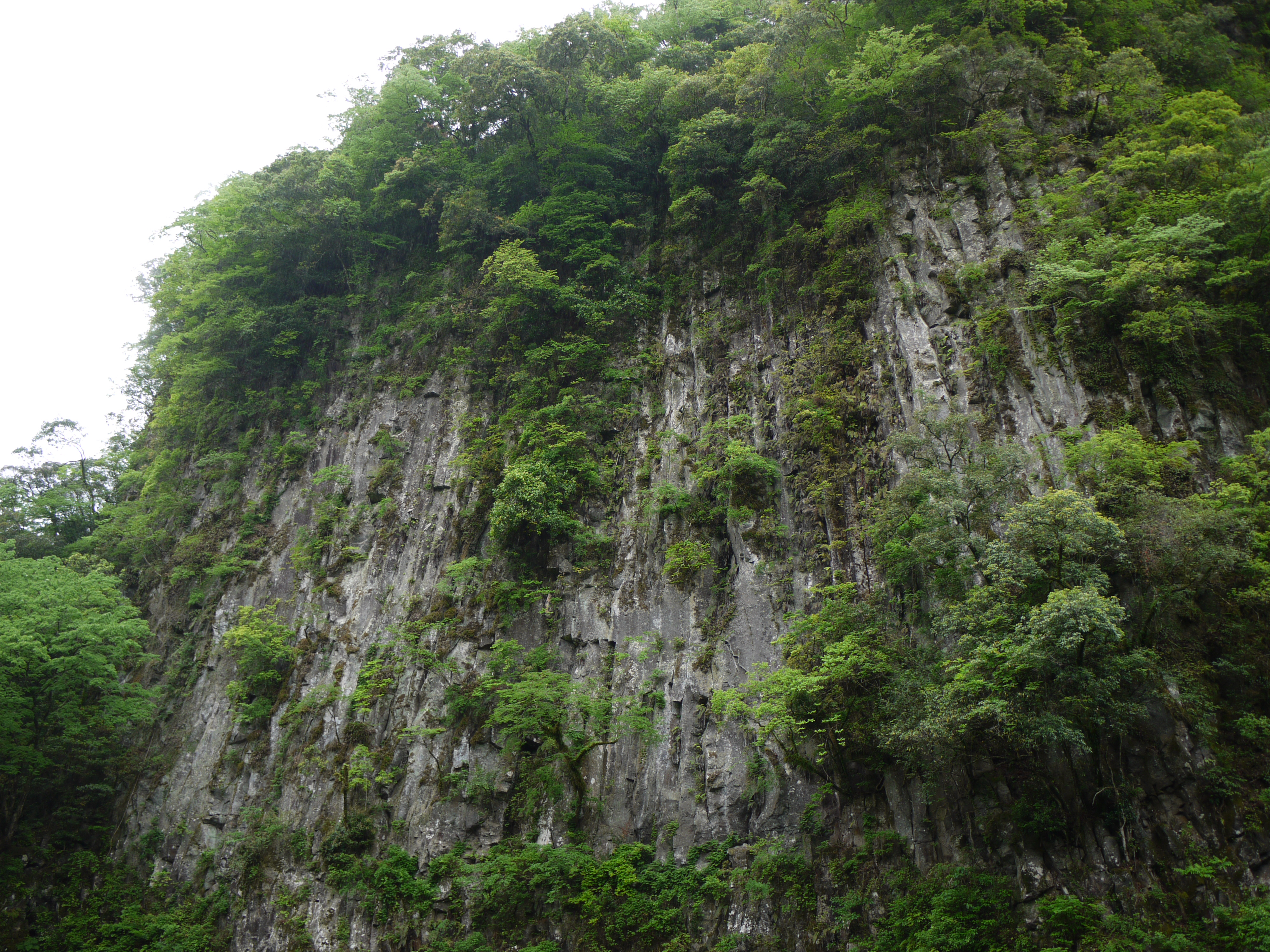
선인의 병풍 바위 (2011년 5월)
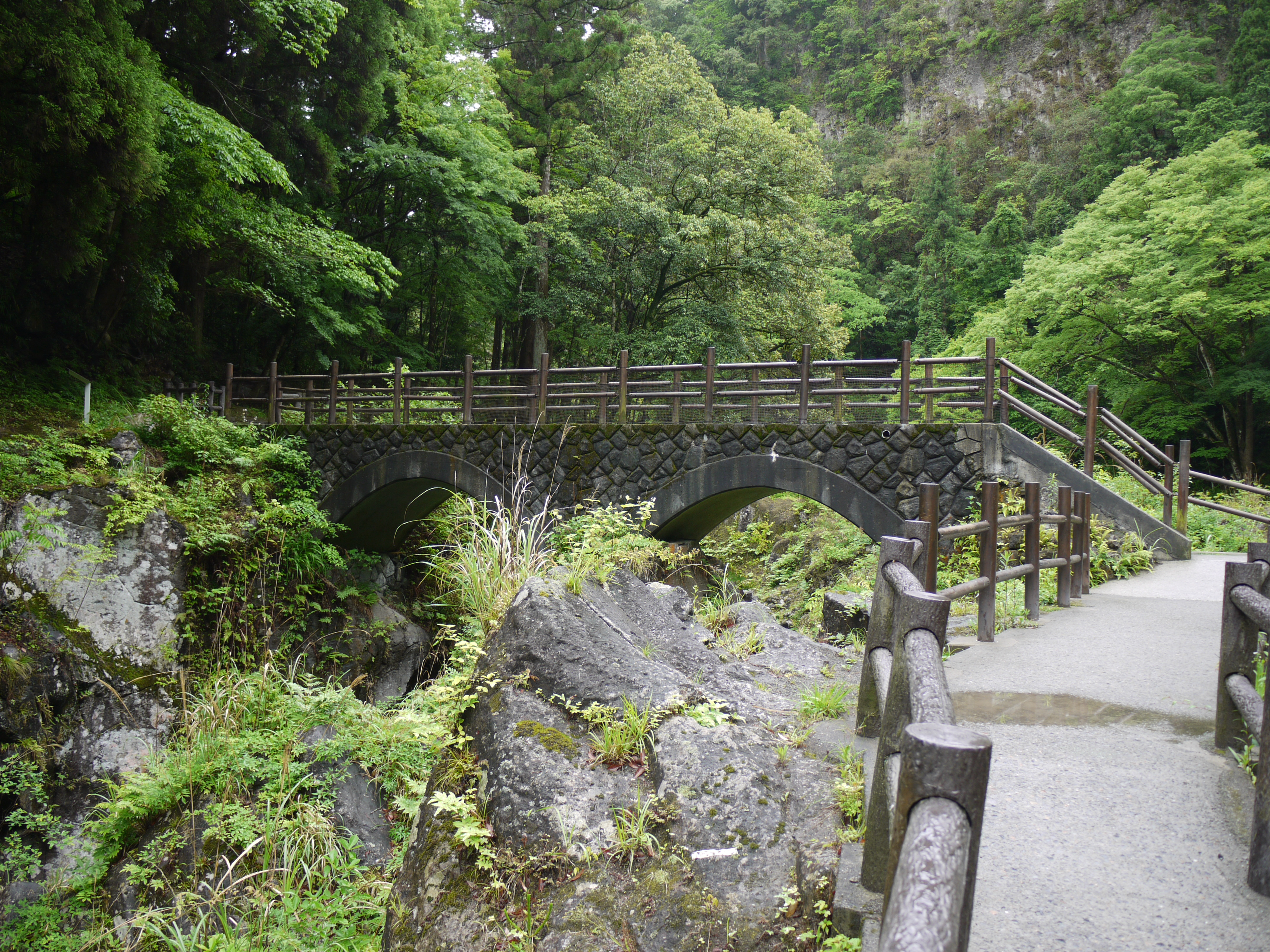
야리토비교 (2011년 5월)
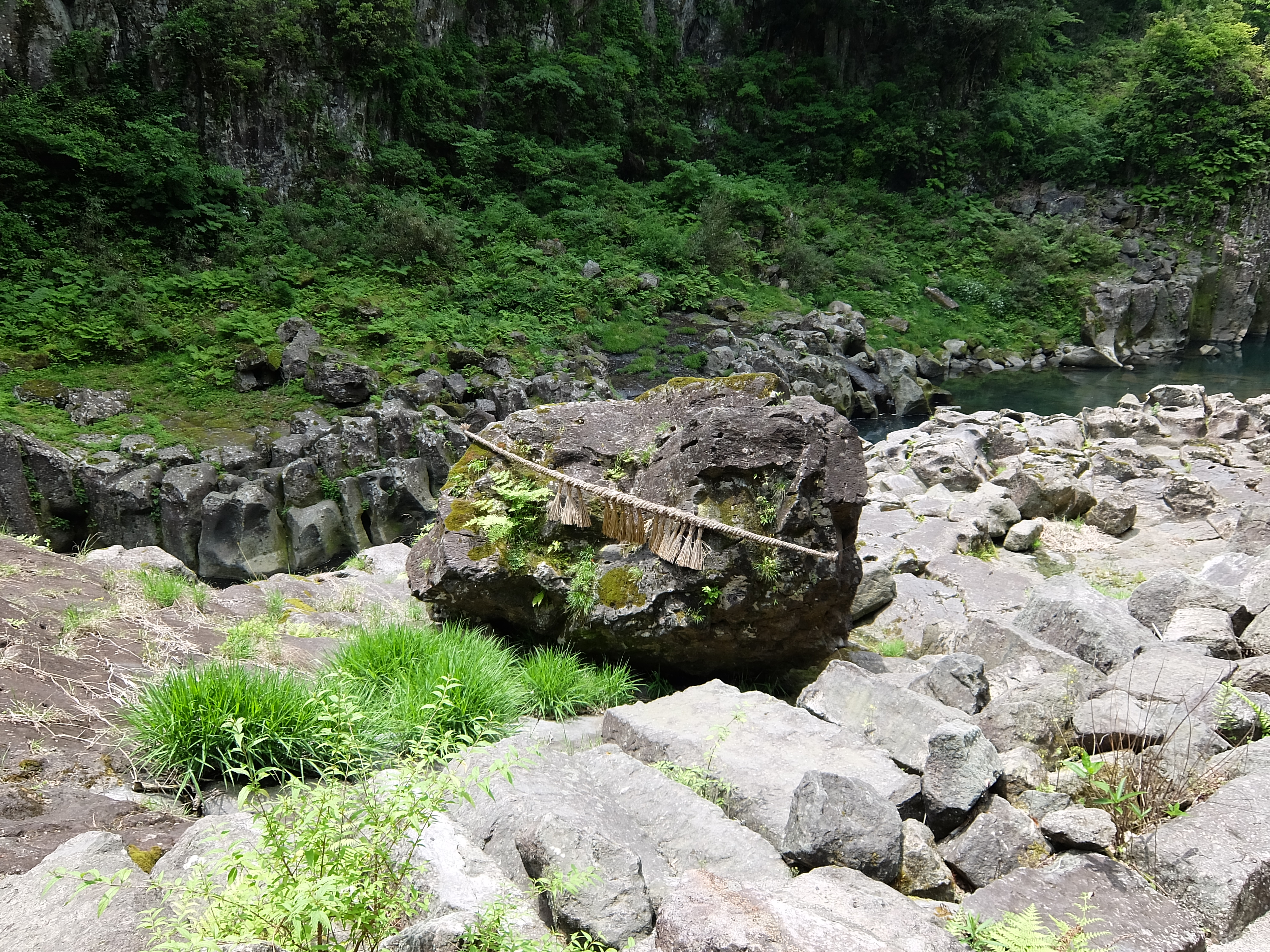
키하치의 힘바위(鬼八の力岩) (2015년 5월）
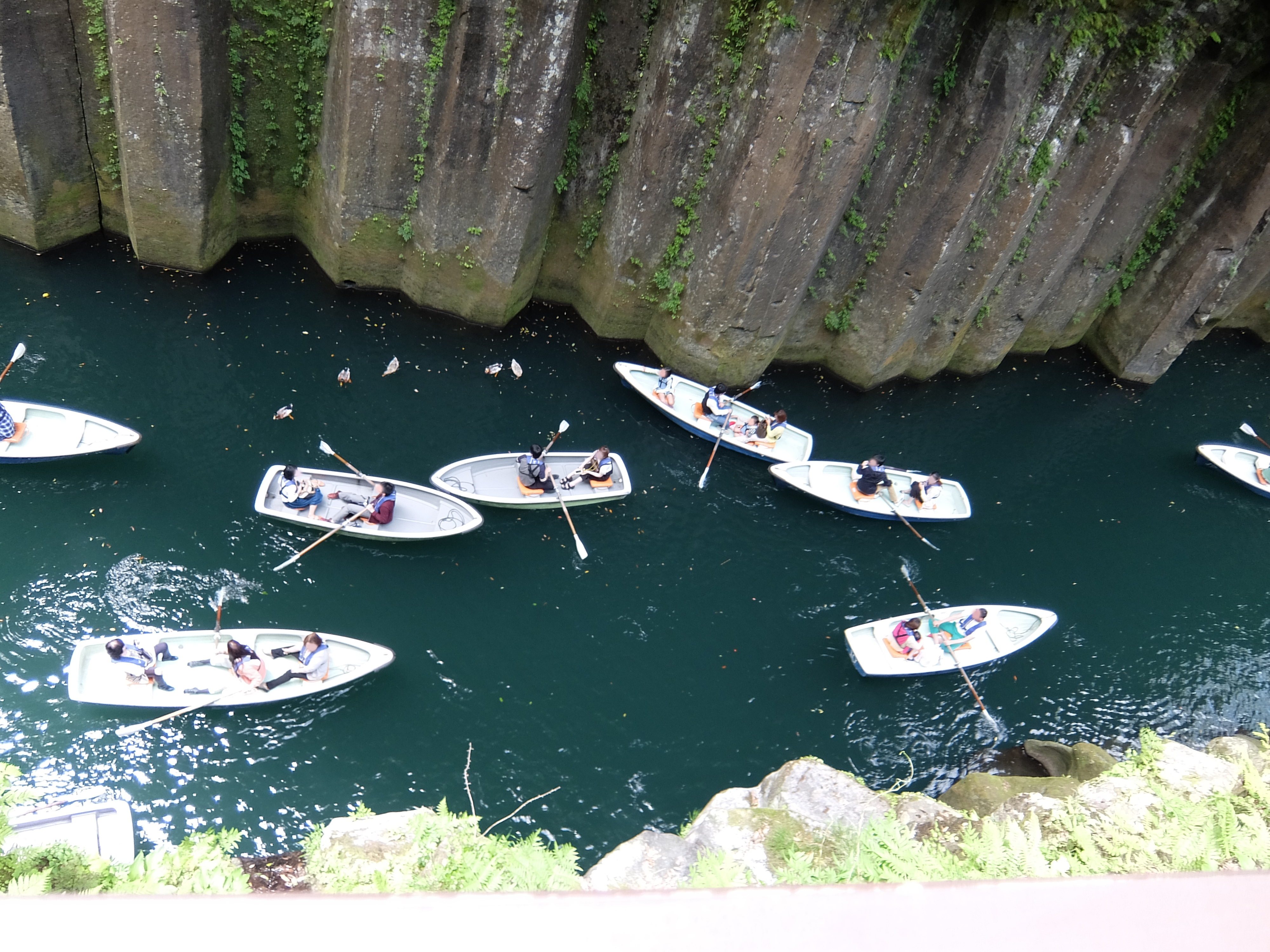
관광시즌에는 보트가 다수 뜬다 (2015년 5월)